# Мураками, Канако
Канако Мураками (яп. 村上 佳菜子 Мураками Канако,  род. 7 ноября 1994, Нагоя) — японская фигуристка, выступавшая в одиночном катании. Участница Олимпийских игр (2014), чемпионка четырёх континентов (2014), серебряный призёр чемпионата Японии (2013, 2014) и бронзовый призёр финала Гран-при (2010/11).
По состоянию на 25 января 2014 года занимала седьмое место в рейтинге Международного союза конькобежцев.

## Биография

### Юниорские годы
В сезоне 2005—2006 Канако выступала в категории «B» национального чемпионата среди новичков, которая является самой низшей из возможных, где выиграла серебряную медаль. Это достижение позволило ей выступить весной на турнире «Gardena Spring Trophy», который она выиграла на том же начальном уровне.
В следующих двух сезонах она выступала в категории «A» того же первенства, став сначала седьмой, а потом пятой.
Сезон 2008—2009 стал дебютным для Канако в серии Гран-при среди юниоров. Она выиграла «бронзу» на своём первом этапе, проходившем в Мадриде, и победила на втором, проходившем в Шеффилде. Канако была четвёртой среди прошедших квалификацию в финал Гран-при.
До финала Гран-при Мураками выступила на чемпионате Японии среди юниоров, который служил пропуском на чемпионат мира среди юниоров. Канако стала седьмой в короткой программе и выиграла произвольную, заняв, в итоге, третье место. Это дало ей возможность выступить на национальном первенстве среди взрослых, но на чемпионат мира среди юниоров она не попала, так как Япония в том году могла выставить только двух участниц.
В финале Гран-при среди юниоров Канако Мураками была второй после исполнения короткой программы и третьей в произвольной, заняв итоговое четвёртое место. Затем она выступила на чемпионате Японии среди взрослых, заняв седьмое место в короткой программе и восьмое в произвольной и оставшись, в итоге, на седьмом месте.
В сезоне 2009—2010 Канако выиграла оба этапа серии Гран-при среди юниоров и попала в финал. На чемпионате Японии среди юниоров она лидировала в обеих программах и выиграла золотую медаль. Эта победа позволила ей принять участие в чемпионате Японии среди взрослых, где она заняла пятое место. На чемпионате мира среди юниоров она победила, заняв второе место в короткой программе и первое в произвольной.

### Взрослая карьера
Далее она начала выступать во взрослых соревнованиях. На национальном чемпионате 2016 года она финишировала только шестой.
Новый предолимпийский сезон Канако начала в начале сентября в Бергамо она стартовала на Кубке Ломбардии, где заняла шестое место. В середине октября японская фигуристка выступала на этапе Гран-при в Чикаго, где на Кубке Америки заняла предпоследнее место. Также предпоследней она была на этапе Гран-при в Москве, где на Кубке Ростелекома выступила также не совсем удачно. На чемпионате Японии в декабре в Осаке выступила не совсем уверенно и заняла только восьмое место. В апреле она приняла решение завершить активную спортивную карьеру.

## Программы
| Сезон     | Короткая программа                                                                                            | Произвольная программа                                                   | Показательные                                                                                      |
| --------- | --- | ------------------------------------------------------------------------ | -------------------------------------------------------------------------------------------------- |
| 2013—2014 | 1) Catgroove Parov Stelar Libella Swing Parov Stelar Swing Bop 2) Violin Muse by Ikuko Kawai                  | Papa Can You Hear Me Барбра Стрейзанд                                    | King of Anything Сара Бареллис                                                                     |
| 2012—2013 | Prayer for Taylor                                                                                             | Oblivion A fuego lento Adios Nonino Астор Пьяццолла                      | |
| 2011—2012 | Чакона из Партиты №2 для скрипки соло Иоганн Себастьян Бах аранжировка Икуко Каваи хореограф Татьяна Тарасова | Концерт для скрипки с оркестром Феликс Мендельсон хореограф Марина Зуева | Amarti Si Филиппа Джиордано                                                                        |
| 2010—2011 | Jumpin' Jack Big Bad Voodoo Daddy                                                                             | «Маска Зорро» Джеймс Хорнер                                              | Be Italian саундтрек из фильма «Девять» исполнила Fergie                                           |
| 2009—2010 | Néctar Flamenco Эдуардо Нибла & Frente a Frente Люсия Мендес                                                  | Лебединое озеро Пётр Ильич Чайковский                                    | (The Legend of) Miss Baltimore Crabs саундтрек из фильма «Лак для волос» исполнила Мишель Пфайффер |
| 2008—2009 | «Огни рампы» и «Новые времена» Чарли Чаплин                                                                   | Diabolo Rojo & Vamos a Bailar Gipsy Kings                                | Baby Face Бренда Ли                                                                                |

## Результаты
| Соревнования                | 08/09         | 09/10         | 10/11         | 11/12         | 12/13         | 13/14         | 14/15         | 15/16         | 16/17         |
| Международные               | Международные | Международные | Международные | Международные | Международные | Международные | Международные | Международные | Международные |
| --------------------------- | ------------- | ------------- | ------------- | ------------- | ------------- | ------------- | ------------- | ------------- | ------------- |
| Олимпийские игры            |               |               |               |               |               | 12            |               |               |               |
| Чемпионат мира              |               |               | 8             | 5             | 4             | 10            | 7             |               |               |
| Четыре континента           |               |               |               | 4             | 3             | 1             |               | 7             |               |
| Финал Гран-при              |               |               | 3             |               |               |               |               |               |               |
| Гран-при России             |               |               |               |               | 4             | 7             |               |               | 11            |
| Гран-при Канады             |               |               |               |               | 3             |               |               | 4             |               |
| Гран-при Франции            |               |               |               | 4             |               |               |               | 4             |               |
| Гран-при Китая              |               |               |               | 6             |               | 4             | 3             |               |               |
| Гран-при Японии             |               |               | 3             |               |               |               | 4             |               |               |
| Гран-при США                |               |               | 1             |               |               |               |               |               | 10            |
| Lombardia Trophy            |               |               |               |               |               |               |               |               | 6             |
| U.S. Classic                |               |               |               |               |               |               |               | 7             |               |
| Japan Open                  |               |               |               |               |               | 1             | 3             |               |               |
| World Team Trophy           |               |               |               | 1             |               |               | 3             |               |               |
| Азиатские игры              |               |               | 1             |               |               |               |               |               |               |
| Ice Challenge               |               | 1             |               |               |               |               |               |               |               |
| Международные среди юниоров |               |               |               |               |               |               |               |               |               |
| Чемпионат мира              |               | 1             |               |               |               |               |               |               |               |
| Финал Гран-при              | 4             | 1             |               |               |               |               |               |               |               |
| Гран-при Польши             |               | 1             |               |               |               |               |               |               |               |
| Гран-при Хорватии           |               | 1             |               |               |               |               |               |               |               |
| Гран-при Испании            | 3             |               |               |               |               |               |               |               |               |
| Гран-при Британии           | 1             |               |               |               |               |               |               |               |               |
| Challenge Cup               | 1             |               |               |               |               |               |               |               |               |
| Национальные                |               |               |               |               |               |               |               |               |               |
| Чемпионат Японии            | 7             | 5             | 3             | 3             | 2             | 2             | 5             | 6             | 8             |
| Первенство Японии           | 3             | 1             |               |               |               |               |               |               |               |